# Codex Sinaiticus

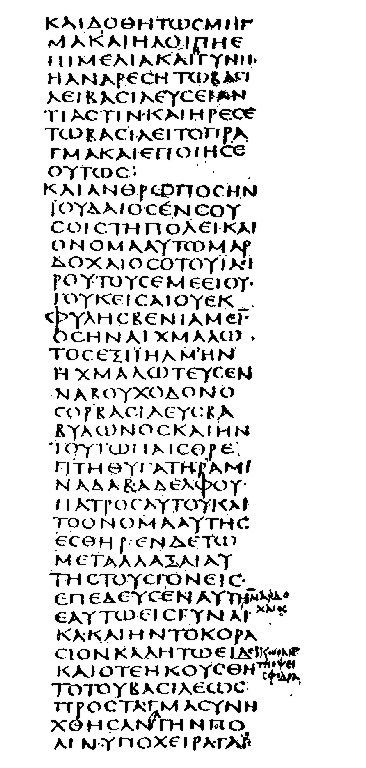
Een gedeelte van de Codex Sinaiticus: Esther 2:3-8

De Codex Sinaiticus (Codex א) is een manuscript van de christelijke bijbel geschreven in unciaal Grieks en daterend van het midden van de 4e eeuw (330–350).
Het Oude Testament is in de Septuagint-versie weergegeven. Het Nieuwe Testament is geschreven in het Koinè. Codex betekent ‘boek’. Codex Sinaiticus is dus het ‘boek van de Sinaï’. Het manuscript werd gevonden in het Katharinaklooster in de Sinaïwoestijn in Egypte waar het vele eeuwen bewaard was.
Dit Bijbelhandschrift bevatte oorspronkelijk de gehele versie van beide Testamenten, nu zijn er uit het Oude Testament of Septuagint slechts gedeelten bewaard gebleven. De Codex bevat het oudste volledige exemplaar van het Nieuwe Testament.
De datering van de Codex Sinaiticus is gebaseerd op de studie van het handschrift, de zogenaamde paleografische analyse. Alleen één ander bijna volledig manuscript van de christelijke bijbel namelijk de Codex Vaticanus, bewaard in de Vaticaanse Bibliotheek in Rome, dateert van dezelfde vroege periode.

## Beschrijving
De teksten zijn in vier kolommen geschreven op perkamentbladen van 380 mm hoog op 345 mm breed, die gebonden werden in boekvorm. De Codex Sinaiticus blijkt een van de oudste exemplaren van de perkament-codex te zijn. Tevoren werden de teksten veelal op papyrus geschreven en samengevoegd tot een rol of codex.
Oorspronkelijk telde de Codex Sinaiticus 730 bladzijden, waarvan er nu nog 400 bladzijden bekend zijn. Een groot deel van het manuscript is dus verloren gegaan. Het betreft de eerste helft van het Oude Testament, de zogenaamde historische boeken van ‘Genesis’ tot ‘1 Kronieken’.
In deze codex bevat het Oude Testament boeken welke niet opgenomen zijn in de Hebreeuwse bijbel namelijk ‘Tobit’, ‘Judith’, ‘1 en 4 Makkabeeën’, ‘Wijsheid’ en ‘Sirach’.
In het Nieuwe Testament werd de ‘Brief van Barnabas’ en ‘de herder’ van Hermas toegevoegd. Deze twee documenten worden in latere Bijbelversies niet meer teruggevonden.
De opeenvolging van de delen in het Nieuwe Testament is merkwaardig. De ‘Brief aan de Hebreeën’ werd geplaatst na Paulus’ tweede ‘Brief aan de christenen van Tessalonica’ en de ‘Handelingen van de Apostelen’ tussen de pastorale en de katholieke brieven.
Het grootste deel van de Codex (347 bladen) bevindt zich in de British Library in London.
199 bladen behoren tot het Oude Testament en 148 bevatten het Nieuwe Testament inbegrepen de boeken Brief van Barnabas en de herder van Hermas.
Men weet weinig over de vroegste geschiedenis van de Codex Sinaiticus. Men neemt aan dat het handschrift in Egypte geschreven is. Soms wordt het in verband gebracht met de 50 kopieën van de Bijbel die keizer Constantijn de Grote liet maken nadat hij het christendom als religie erkende.
Wat men wel weet is dat de Codex door meer dan één schrijver werd opgesteld. Onderzoek heeft aangetoond dat er mogelijk drie of vier personen aan het manuscript gewerkt hebben. Elk van de schrijvers heeft een karakteristieke manier van schrijven en spelling vooral van de klinkers welke vaak fonetisch worden weergegeven.
Een onderzoek van het schrift in 1938 in het British Museum bracht aan het licht, dat de tekst een aantal keren gecorrigeerd is. De eerste correcties werden waarschijnlijk aangebracht voordat het manuscript het scriptorium, de "schrijfzaal" verliet.
In de zesde en zevende eeuw werden veel veranderingen aangebracht. Dat blijkt uit het colofon aan het eind van Ezra en Esther. Hier wordt verklaard dat deze veranderingen zijn gemaakt "naar een zeer oud manuscript, dat nog is gecorrigeerd door de hand van de heilige martelaar Pamphylus, die in AD 309 de marteldood stierf". Daaruit kon geconcludeerd worden dat het handschrift zich in de zesde of zevende eeuw in de havenstad Caesarea bevond.
De Codex Sinaiticus heeft een sterke neiging tot "íotacisme", dat niet gecorrigeerd is. Onder iotacisme verstaat men de neiging van het Grieks om aanvankelijk verschillend klinkende klinkers zoals η (eta) of υ (upsilon) alle als ι (iota) uit te spreken, zoals in het Nieuwgrieks gebeurt. Bij het dicteren worden de woorden ΗΜΩΝ en ΥΜΩΝ (onze en uw) daardoor moeilijker van elkaar te onderscheiden. De Codex Sinaiticus schrijft dikwijls ι in plaats van de ει tweeklank.

## Tekstkritiek
Samen met de Codex Vaticanus, is de Codex Sinaiticus een van de belangrijkste manuscripten voor de tekstkritiek van het Griekse Nieuwe Testament en van de Septuagint. De Codex Sinaiticus stemt in het Nieuwe Testament grotendeels overeen met de Codex Vaticanus en de Codex Ephraemi Rescriptus als getuigen van de Alexandrische tekstfamilie. Wat betreft het Evangelie volgens Johannes, namelijk Johannes 1:1-8:38, is de Codex Sinaiticus nauwer verwant aan de Codex Bezae en geeft aldus steun aan de westerse tekstversie. Een opmerkelijk voorbeeld van overeenkomst tussen de tekst van Codex Sinaiticus en Codex Vaticanus is het ontbreken van het woord 'ΕΙΚΗ' ('zonder reden') in Matteüs 5:22.
Uit de inhoud van de Codex Sinaiticus is een theologische controverse ontstaan. Het laatste gedeelte van het Evangelie volgens Marcus is in een ander, minder precies handschrift geschreven. Mogelijk hield een eerdere, kortere versie van het Evangelie volgens Marcus op met de beschrijving van het lege graf.
Tekstvarianten
Matteüs 7:22
— ] πολλα
Matteüs 8:12
ἐκβληθήσονται ] ἐξελεύσονται
Matteüs 13:54
εις την πατριδα ] εις την αντιπατριδα
Matteüs 16:12
της ζυμης των αρτων των Φαρισαιων και Σαδδουκαιων.

## Het verhaal van de ontdekking en commentaar

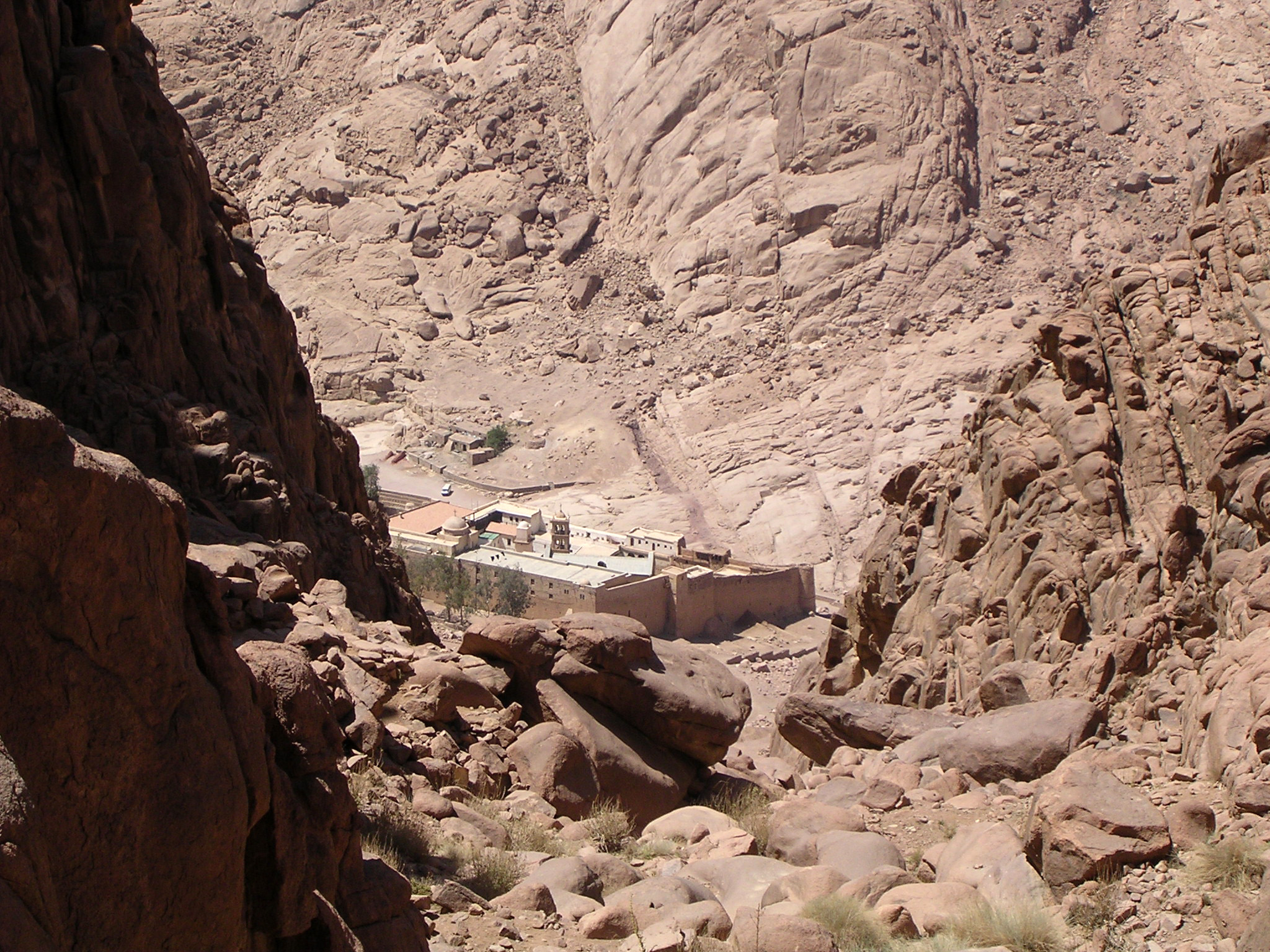
Katharinaklooster op de berg Sinaï

In 1844, in 1853 en in 1859 werden bladen en fragmenten van het codex-manuscript uit het Katharinaklooster meegenomen door Konstantin von Tischendorf.
Hij kreeg het volledige handschrift te zien in 1859 toen hij voor de derde keer een bezoek bracht aan het Katharinaklooster. Zijn eerste twee bezoeken hadden delen van het Oude Testament opgeleverd, soms als fragmenten in een mand, waarvan de bibliothecaris vertelde dat ze afval waren die in de ovens van het klooster verbrand zou worden.
Het is echter mogelijk dat dit verhaal een verzinsel is.
De predikant J. Silvester Davies citeerde in 1863 "een monnik van de Sinaï die ... verklaarde dat volgens de bibliothecaris van het klooster de gehele Codex Sinaiticus al vele jaren in het klooster was en ook vermeld stond in de oude catalogi.... Ligt het voor de hand... dat een manuscript dat in de catalogus staat, in de prullenmand gegooid zou zijn?"
Er is inderdaad wel opgemerkt dat de bladen in een "verdacht goede toestand" waren, voor iets dat uit de prullenmand gevist is. Von Tischendorf had van de Russische tsaar Alexander II, de opdracht gekregen om manuscripten te zoeken. Deze tsaar was ervan overtuigd dat er in het klooster op de Sinaï nog handschriften te vinden waren.
Het verhaal hoe Von Tischendorf het manuscript, met het grootste deel van het Oude Testament en het gehele Nieuwe Testament vond, laat zich lezen als een roman. Von Tischendorf bereikte het klooster op 31 januari, maar zijn zoektocht bleef zonder resultaat. Op 4 februari had hij besloten om met lege handen weer naar huis te gaan:
"Die dag had ik een wandeling gemaakt met de beheerder van het klooster. Toen we terugkeerden, vroeg deze mij, nog iets te komen drinken in zijn cel. We waren nog maar nauwelijks in zijn kamer, of hij kwam terug op ons eerder gespreksonderwerp door te zeggen: "ik heb ook een Septuagint gelezen." Terwijl hij dat zei, pakte hij een dik boek uit een hoek van de kamer, dat gewikkeld was in een rode doek, en legde het voor me neer. Ik sloeg het omslag open, en ontdekte, tot mijn grote verrassing, niet alleen dezelfde fragmenten die ik, vijftien jaar eerder, uit de mand gehaald had, maar ook andere gedeelten van het Oude Testament, het volledige Nieuwe Testament en bovendien de Brief van Barnabas en een deel van de Herder van Hermas."
Na enige onderhandelingen kreeg Von Tischendorf het kostbare fragment in zijn bezit. James Bentley doet zijn verslag van hoe dit in zijn werk ging, voorafgegaan door de commentaar: "Tischendorf is de daaropvolgende tien jaar hier nogal dubbelhartig in, hij onderdrukt zorgvuldig de feiten en doet denigrerend over de monniken van de berg Sinaï." 
Von Tischendorf droeg het handschrift over aan tsaar Alexander II, die het belang ervan in zag en het zo snel mogelijk in facsimile liet publiceren, zodat het handschrift op correcte wijze openbaar beschikbaar kwam. Ter compensatie schonk de tsaar het klooster 9000 roebel.
Er zijn verschillende meningen over de rol die Von Tischendorf gespeeld heeft in de verplaatsing naar Sint-Petersburg. Hoewel delen van Genesis en Numeri, die in de banden van andere boeken werden aangetroffen, vriendschappelijk naar Von Tischendorf werden toegestuurd, staat het klooster tegenwoordig op het standpunt dat de Codex Sinaiticus is gestolen.
Verschillende Europese geleerden betwisten dit fel.
Op neutrale toon schrijft de Nieuwtestamentische geleerde Bruce Metzger:
"Aan de onderhandelingen die er toe leidden dat de Codex in het bezit van de tsaar kwam, zitten een paar aspecten die je kunt uitleggen als een gebrek aan openheid en goed vertrouwen van Von Tischendorf jegens de monniken van het Katharinaklooster."
Erhard Lauch trachtte Von Tischendorf van blaam te zuiveren.
Ihor Ševčenko spreekt van een tot nog toe onbekend ontvangstbewijs dat Von Tischendorf geschreven heeft, en waarin hij de leidinggevenden van het klooster belooft dat hij het manuscript "op hun eerste verzoek" van Sint-Petersburg zal terugbrengen naar "de heilige broederschap van de Sinaï".
Tientallen jaren werd de Codex Sinaiticus bewaard in de Russische Nationale Bibliotheek. In 1933 verkocht de Sovjet-Unie de codex voor 100.000 pond aan de British Library. Reizigers die vandaag de dag het Katharinaklooster bezoeken, vertellen dat de monniken daar het ontvangstbewijs dat Konstantin von Tischendorf hun gegeven heeft, in een lijst aan de wand hebben hangen.
In mei 1975 vonden de monniken van het Katharinaklooster tijdens restauratiewerkzaamheden een ruimte onder de Sint-Joriskapel, waar zich nog vele perkamentfragmenten bevonden. Tussen deze fragmenten vond men twaalf bladen van het Oude Testament van de Codex Sinaiticus

## Huidige verblijfplaatsen
De Codex Sinaiticus is nu gesplitst in vier ongelijke delen. Het grootse deel van de Codex (347 bladen) werd door de British Library in Londen gekocht van de Russische Sovjet-regering in 1933. 43 bladen worden bewaard in de Universitaire Bibliotheek van Leipzig. Delen van 6 bladen bevinden zich in de Russische Nationale Bibliotheek in Sint-Petersburg en 12 bladen samen met 40 fragmenten zijn nog in het Katharinaklooster.
Gedurende zijn “moderne” geschiedenis waren delen van de Codex Sinaiticus gekend onder andere namen.
De 43 bladen in Leipzig werden in 1846 bekendgemaakt als de “Codex Frederico-Augustanus”. De 347 bladen (thans in de British Library) werden gekend onder de naam “Codex Sinaiticus Petropolitanus” daar zij van 1863 tot 1933 verbleven in Sint-Petersburg.

## Internationaal project
In juni 2005 werd een gezamenlijk project van de vier bibliotheken voor een nieuwe digitale editie van het manuscript aangekondigd. Men plande ook een serie onderzoeken met gebruik van ultraviolette en röntgenstralen en hoopte zo uitgewiste of vervaagde tekst op het spoor te komen.
Op 26 april 2007 maakte  de bibliotheek van de Universiteit van Leipzig bekend dat zij in samenwerking met de British Library in Londen deze bijbel integraal op het internet zou gaan publiceren. De ongeveer vierhonderd perkamenten pagina's (geschreven tussen 330 en 350) werden gedigitaliseerd en genummerd. Vanaf 24 juli 2008 was een deel van de Codex Sinaiticus online te lezen. Sinds 7 juli 2009 is de tekst integraal op internet te vinden.